# Estación Fray Damián
Fray Damián es una de las estaciones del Sistema Integrado de Transporte MIO, en la ciudad de Cali, inaugurado en el año 2008.

## Ubicación
Se ubica en la calle 13 con carrera 15, en el barrio San Pascual.

## Características
La estación tiene dos accesos peatonales. Cuenta con tres vagones, con puertas de acceso en solo un sentido de la vía, debido a que está construida sobre una vía unidireccional. Esto también pasa con las demás estaciones del centro ubicadas sobre las calles 13 y 15.

## Servicios de la estación

### Rutas troncales
| Ruta | Estación Origen                        | Estación Destino            | Sentido (N/S) |
| ---- | -------------------------------------- | --------------------------- | ------------- |
| T31  | Terminal Paso del Comercio Cra 1 Cl 71 | Universidades Cra 100 Cl 16 | Norte - sur   |
| T40  | Terminal Andrés Sanín Cl 75 Cra 19     | Centro                      | Norte - sur   |
| T42  | Pízamos                                | Terminal de Transportes     | Norte - sur   |
| T50  | Nuevo Latir Cra 28D Cl 79              | Centro                      | Norte - sur   |

### Rutas pretroncales
| Ruta | Origen                      | Trayecto                                         | Destino                             |
| ---- | --------------------------- | ------------------------------------------------ | ----------------------------------- |
| P21E | Terminal Menga Av 3N Cl 70N | Av 6N - Av. Américas - Centro - Av. Pasoancho    | Universidades Cra 100 Cl 16         |
| P27D | Terminal Menga Av 3N Cl 70N | Av 6N - Centro - Av. Roosevelt                   | Capri Cl 5 Cra 78                   |
| P52D | Terminal de Transportes     | Av 3N - Centro - Cl 27 - Cra 46                  | Ciudad Córdoba                      |
| P62D | Las Américas Av 3N Cl 23AN  | Centro - Cl 13 - Cl 14 - Cra 44 - Cl 16 - Cra 66 | Terminal Simón Bolívar Cl 25 Cra 66 |

### Rutas circulares
| Ruta | Origen                                 | Trayecto                                                                          | Destino                                |
| ---- | -------------------------------------- | --------------------------------------------------------------------------------- | -------------------------------------- |
| C302 | Terminal Menga Av 3N Cl 70N            | Cl 70 - Cr 1 - Av. Américas - Centro - Av 6N                                      | Terminal Menga Av 3N Cl 70N            |
| C320 | Terminal Paso del Comercio Cra 1 Cl 71 | Cl 70 - Av 6N - Centro - Av. Américas - Cr 1                                      | Terminal Paso del Comercio Cra 1 Cl 71 |
| C520 | Nuevo Latir Cra 28D Cl 79              | Cr 27 - Cl 121 - Av. Ciudad de Cali - Cl 70 - Av 3N - Centro - Troncal Aguablanca | Nuevo Latir Cra 28D Cl 79              |